# Hypercompe lemairei
Hypercompe lemairei là một loài bướm đêm thuộc phân họ Arctiinae, họ Erebidae.